# Sognekommune
Ved Sognekommune eller landkommune forstås en kommune uden købstad.
I Danmark fandtes sådanne sognekommuner indtil kommunalreformen i 1970.

## Sognekommuner i andre lande
I en række andre lande var landkommunerne også organiseret i verdslige sogne. I slutning af 1900-tallet blev disse små kommuner nedlagte mange steder. I nogle lande er disse tidligere kommuner fortsat geografiske enheder, der blandt andet bruges i statistikken. 
| Land eller territorium        | Lokalt navn                                    |
| ----------------------------- | ---------------------------------------------- |
| Andorra                       | Parròquia                                      |
| Antigua og Barbuda            | Parish                                         |
| Australien                    | Parish                                         |
| Barbados                      | Parish                                         |
| Bermuda                       | Parish                                         |
| Canada: New Brunswick         | Parish                                         |
| Canada: Quebec                | Municipalité de paroisse (Parish municipality) |
| Dominica                      | Parish                                         |
| Ecuador                       | Parroquia                                      |
| Estland                       | Vald                                           |
| Grenada                       | Parish                                         |
| Guernsey                      | Parish                                         |
| Irland                        | Civil parish                                   |
| Jamaica                       | Parish                                         |
| Jersey                        | Parish                                         |
| Letland                       | Pagasts                                        |
| Macao                         | Freguesia / 堂區                               |
| Montserrat                    | Parish                                         |
| Rumænien                      | sat                                            |
| Saint Kitts og Nevis          | Parish                                         |
| Saint Vincent og Grenadinerne | Parish                                         |
| Spanien                       | Parroquia                                      |
| Storbritannien: England       | Civil parish                                   |
| Storbritannien: Nordirland    | Civil parish                                   |
| Storbritannien: Skotland      | Civil parish                                   |
| Storbritannien: Wales         | Community                                      |
| Sverige                       | Landskommun                                    |
| USA: Louisiana                | Parish                                         |
| USA: Republikken West Florida | The Florida Parishes                           |
| Venezuela                     | Parròquia                                      |